# Kup Srbije i Crne Gore 2004-2005
La Kup Srbije i Crne Gore 2004-2005 (Coppa di Serbia e Montenegro 2004-2005) fu la 14ª edizione della coppa nazionale della SCG e la tredicesima dallo scioglimento della Jugoslavia socialista.
La coppa fu vinta dallo Železnik che sconfisse in finale la Stella Rossa.

## Squadre partecipanti
Prva liga SCG
- Borac Čačak
- Budućnost Podgorica
- Čukarički Stankom
- Hajduk Kula
- Obilić
- OFK Belgrado
- Partizan
- Radnički Belgrado
- Smederevo
- Stella Rossa
- Sutjeska
- Vojvodina
- Železnik
- Zemun
- Zeta

Seconda divisione
- Bud. Banatski Dvor
- Javor Ivanjica
- Jedinstvo Ub
- Kom
- Mladost Apatin
- Napredak Kruševac
- Novi Sad
- Rad Belgrado
- Radnički Niš
- Radnički Obrenovac

Terza divisione
- Big Bul Bačinci
- Crvena Stijena
- ČSK Čelarevo
- Mladi Radnik
- Radnički Pirot
- Šumadija 1903

Quarta divisione
- nessuna

Quinta divisione
- Mokra Gora

## Sedicesimi di finale
| Squadra 1           | Risultato       | Squadra 2          |
| ------------------- | --------------- | ------------------ |
| 20.09.2004          |                 |                    |
| Šumadija 1903       | 1 – 2           | Zeta               |
| 22.09.2004          |                 |                    |
| Budućnost Podgorica | 3 – 1           | Borac Čačak        |
| Sutjeska            | 0 – 1           | Čukarički Stankom  |
| Partizan            | 4 – 1           | Radnički Belgrado  |
| Smederevo           | 1 – 0           | Jedinstvo Ub       |
| Radnički Pirot      | 1 – 0           | Hajduk Kula        |
| Crvena Stijena      | 1 – 0           | Zemun              |
| Napredak            | 0 – 3           | Rad                |
| Javor Ivanjica      | 1 – 1 (3-2 dtr) | Radnički Obrenovac |
| Big Bul Bačinci     | 1 – 2           | Kom                |
| ČSK Čelarevo        | 1 – 2           | Bud. Banatski Dvor |
| 29.09.2004          |                 |                    |
| Radnički Niš        | 0 – 1           | Železnik           |
| Novi Sad            | 1 – 1 (5-6 dtr) | Vojvodina          |
| OFK Belgrado        | 2 – 1           | Mladi Radnik       |
| 06.10.2004          |                 |                    |
| Mokra Gora          | 1 – 5           | Obilić             |
| 20.10.2004          |                 |                    |
| Mladost Apatin      | 0 – 1           | Stella Rossa       |

## Ottavi di finale
| Squadra 1           | Risultato       | Squadra 2          |
| ------------------- | --------------- | ------------------ |
| 26.10.2004          |                 |                    |
| Čukarički Stankom   | 3 – 1           | Bud. Banatski Dvor |
| 27.10.2004          |                 |                    |
| Vojvodina           | 1 – 3           | Partizan           |
| Zeta                | 0 – 1           | Železnik           |
| Budućnost Podgorica | 0 – 0 (1-3 dtr) | Smederevo          |
| Stella Rossa        | 2 – 0           | Javor Ivanjica     |
| Obilić              | 2 – 0           | Kom                |
| Rad                 | 0 – 0 (5-4 dtr) | OFK Belgrado       |
| Crvena Stijena      | 1 – 1 (1-3 dtr) | Radnički Pirot     |

## Quarti di finale
| Squadra 1      | Risultato       | Squadra 2         |
| -------------- | --------------- | ----------------- |
| 10.11.2004     |                 |                   |
| Stella Rossa   | 2 – 1           | Smederevo         |
| Partizan       | 1 – 0           | Obilić            |
| Železnik       | 1 – 1 (3-2 dtr) | Čukarički Stankom |
| Radnički Pirot | 0 – 1           | Rad               |

## Semifinali
| Squadra 1    | Risultato | Squadra 2 |
| ------------ | --------- | --------- |
| 10.05.2005   |           |           |
| Železnik     | 3 – 0     | Rad       |
| 11.05.2005   |           |           |
| Stella Rossa | 2 – 0     | Partizan  |

## Finale
| Squadra 1    | Risultato | Squadra 2 |
| ------------ | --------- | --------- |
| 24.05.2005   |           |           |
| Stella Rossa | 0 – 1     | Železnik  |

| Arbitro: | Darko Stojanović (Lazarevac) |

| |            |                                                                                            |
| | Marcatori  | 90+1’ Rađenović                                                                            |
| Ranđelović Dudić Luković Đorđević Joksimović Milovanović Mudrinić Krivokapić (83' Perović) Đokaj Mrđa Pantelić | Formazioni | Kovačević Novakovič Pešterac Milošević Bates Mikić Tasić Rađenović Pantić Đokić Đurašković |
| Ratko Dostanić                                                                                                 | Allenatori | Čedomir Đoinčević                                                                          |